# Tusenfotingen
Tusenfotingen är en svenska roman från 1986 av Helmer Furuholm på Libris förlag. 
Boken berättar om Harry Stolt som växer upp i ett litet småländskt brukssamhälle.
Romanen är uppdelad i fem delar och läsaren får möta Harry vid olika åldrar, från 12 till 25 år.
Fortsättningen på berättelsen om Harry följer i boken Återkomsten som utkom 1987.